# Andrijiwka (Wolnowacha)
Andrijiwka (ukrainisch Андріївка; russisch Андреевка/Andrejewka) ist eine Siedlung städtischen Typs im Osten der Ukraine in der Oblast Donezk mit etwa 2.900 Einwohnern.

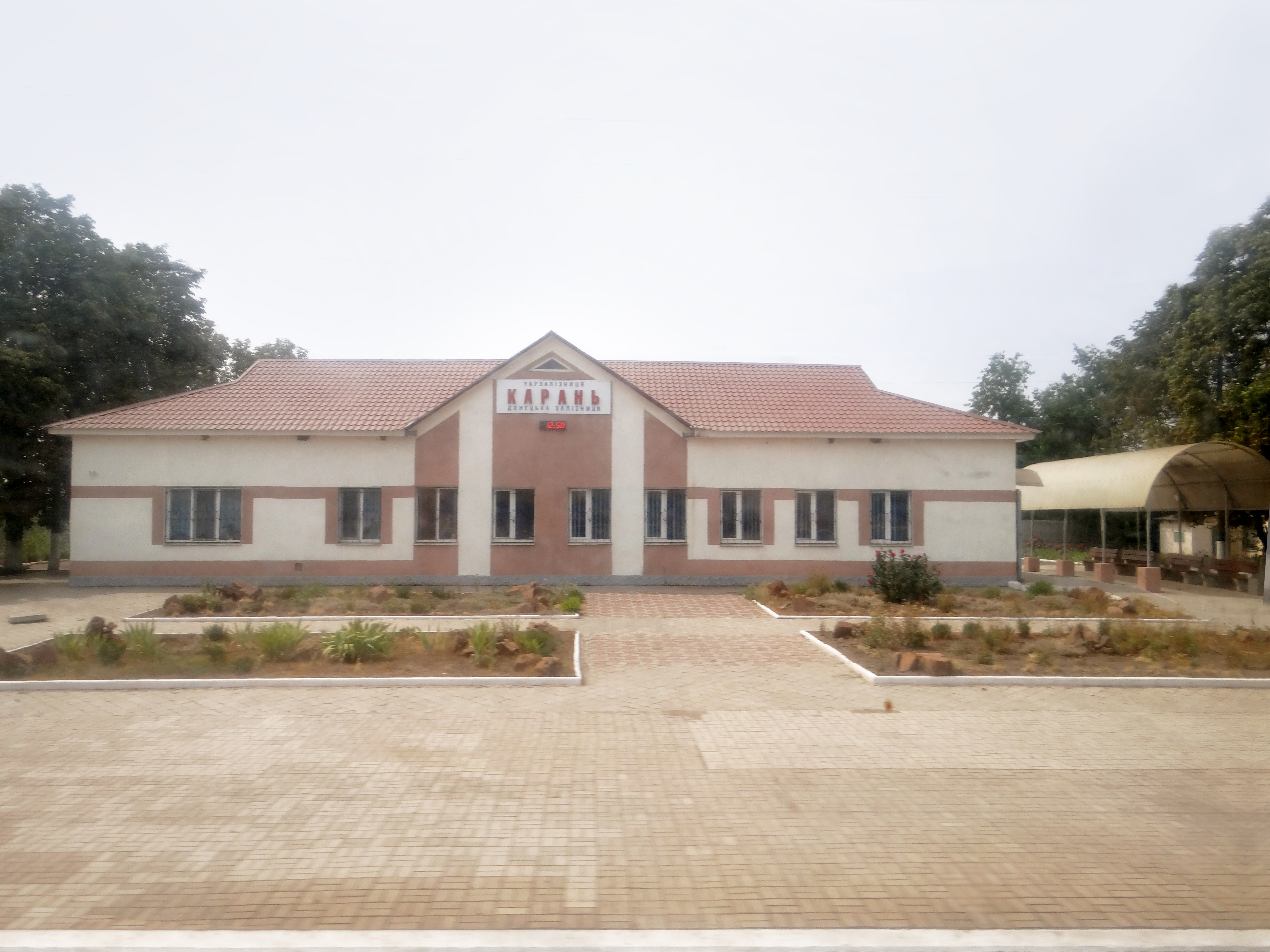
Bahnstation im Ort

Die Siedlung städtischen Typs befindet sich an der Bahnstrecke von Donezk nach Mariupol, 59 Kilometer südlich vom Oblastzentrum Donezk und 22 Kilometer südöstlich vom Rajonszentrum Wolnowacha entfernt.
Der Ort wurde 1882 als Bahnhofssiedlung gegründet (Woksal Karan) und erhielt 1938 den Status einer Siedlung städtischen Typs, bis Ende 2014 lag der Ort im Rajon Telmanowe, wurde dann aber auf Grund der Kriegshandlungen während des Ukrainekrieges dem Rajon Wolnowacha zugeordnet.
Am 12. Juni 2020 wurde die Siedlung ein Teil neugegründeten Siedlungsgemeinde Myrne, bis dahin bildete sie zusammen mit den Ansiedlungen Bachtschowyk (Бахчовик), Druschne (Дружне) sowie Obilne (Обільне) die gleichnamige Siedlungsratsgemeinde Andrijiwka (Андріївська селищна рада/Andrijiwska selyschtschna rada) im Osten des Rajons Wolnowacha.